# Powerlight
| 전문가 평가             | 전문가 평가  |
| 평가 점수               | 평가 점수    |
| 출처                    | 점수         |
| ----------------------- | ------------ |
| AllMusic                | [ 1 ]        |
| Village Voice           | (A-)         |
| Vanity Fair             | (favourable) |
| Stereo Review           | (favourable) |
| The New York Times      | (favourable) |
| Philadelphia Daily News | [ 6 ]        |
| Rolling Stone           | [ 7 ]        |
| Daily Mirror            | (favourable) |
| Los Angeles Times       | (favourable) |
| Smash Hits              | (8/10)       |
| Philadelphia Inquirer   | [ 12 ]       |
| New York Daily News     | (favourable) |

《Powerlight》는 1983년 2월 3일, 컬럼비아 레코드에 의해 발매된 미국의 밴드 어스, 윈드 & 파이어의 열두 번째 스튜디오 음반이다. 이 음반은 빌보드 톱 알앤비 음반 차트 4위, 빌보드 200 차트 12위까지 올랐다. 《Powerlight》는 또한 미국 음반 산업 협회로부터 골드 인증을 받았다.

## 배경
《Powerlight》는 어스, 윈드 & 파이어의 리더인 모리스 화이트가 제작했다. 화이트에 따르면, 음반의 제목은 "우리를 우주의 힘으로 연결하는 신체의 중심인 차크라"와 관련이 있다. 로버트 그리니치, 맥세인 루이스, 자키르 후세인과 같은 아티스트들도 이 음반에 참여했다.

## 싱글
음반 수록곡 〈Fall in Love with Me〉는 빌보드 핫 100 차트 17위, 빌보드 핫 R&B 송 차트 4위까지 올랐다. 〈Fall in Love with Me〉는 그래미 어워드에서 보컬리스트와 듀오 또는 그룹이 선정한 R&B 퍼포먼스 부문에 노미네이트되기도 했다.
뿐만 아니라 〈Side by Side〉라는 제목의 또 다른 싱글은 빌보드 핫 R&B 송 차트에서 15위에 올랐다. 〈Straight from the Heart〉는 네덜란드에서 싱글로 발매되었다.

## 곡 목록
| #  | 제목                        | 작사·작곡                                             | 재생 시간 |
| -- | --------------------------- | ----------------------------------------------------- | --------- |
| 1. | 〈Fall in Love with Me〉    | 모리스 화이트, 웨인 본, 완다 본                       | 5:54      |
| 2. | 〈Spread Your Love〉        | 모리스 화이트, 벨로이드 테일러, 아자르 로렌스         | 3:51      |
| 3. | 〈Side by Side〉            | 모리스 화이트, 웨인 본, 완다 본                       | 5:57      |
| 4. | 〈Straight from the Heart〉 | 필립 베일리, 에디 델 바리오, 록샌 시먼, 프레디 워싱턴 | 4:42      |

| #  | 제목                  | 작사·작곡                                             | 재생 시간 |
| -- | --------------------- | ----------------------------------------------------- | --------- |
| 5. | 〈The Speed of Love〉 | 모리스 화이트, 웨인 본, 완다 본, 토니 헤인즈          | 3:36      |
| 6. | 〈Freedom of Choice〉 | 모리스 화이트, 벨로이드 테일러, 아자르 로렌스         | 4:10      |
| 7. | 〈Something Special〉 | 모리스 화이트, 웨인 본, 완다 본                       | 4:23      |
| 8. | 〈Hearts to Heart〉   | 모리스 화이트, 벨로이드 테일러, 아자르 로렌스         | 3:45      |
| 9. | 〈Miracles〉          | 모리스 화이트, 에디 델 바리오, 존 린드, 메리 다스게스 | 4:58      |

## 인증
| 국가                       | 인증 | 판매량/출하량 |
| -------------------------- | ---- | ------------- |
| 일본                       | —    | 141,730       |
| 미국 (RIAA)                | 골드 | 500,000^      |
| ^출하량을 기반으로 한 인증 |      |               |